# Charles Wyndham Goodwyn
Charles Wyndham Goodwyn, né le 11 mars 1934, et mort le 10 juin 2015, est un philatéliste britannique, gardien de la Collection philatélique royale de septembre 1995 à janvier 2003.

## Biographie
Charles Goodwyn est un collectionneur spécialisé dans l'histoire philatélique et postale de la colonie de Hong Kong et de celle de la Chine.
De 1991 à 1993, il accomplit un mandat à la présidence de la Royal Philatelic Society London, dont il est élu « compagnon honoraire » (Honorary Fellow) en 1995.
En 1993, il est engagé pour être l'assistant de John Marriott, gardien de la Collection philatélique royale. Depuis la constitution de celle-ci par le futur roi George V, c'est la première fois que le gardien n'est plus seul. En septembre 1995, Goodwyn remplace Marriott partant à la retraite.
Au poste de gardien, il poursuit les tâches de ses prédécesseurs : établissement de la collection du Commonwealth avec les timbres émis et les acquisitions des règnes de George VI et d'Élisabeth II, présentation de pièces lors d'expositions philatéliques internationales. 
Il se distingue en ouvrant la Collection aux chercheurs alors que seuls les membres du comité d'expertise de la Royal Philatelic Society y étaient régulièrement admis. Qaudn il vend aux enchères en 2001, parmi des doubles, les timbres d'Égypte et du canal de Suez pour payer les 250 000 livres de l'acquisition de l'enveloppe de Kirkcudbright, il renforce la spécialisation de la Collection sur le Royaume-Uni, son empire colonial et le Commonwealth.
Comme Marriott, Goodwyn s'entoure d'assistants, notamment pour accélérer le travail sur les albums du règne de George VI. Dans ce but, en septembre 1996, Michael Sefi devient gardien adjoint et l'architecte chargé des palais royaux, Surésh Dhargalkar, est admis comme assistant au mois d'avril précédent bien qu'il ne soit pas un philatéliste. Son travail sur l'exposition itinérante du jubilé d'or de la reine en 2002, lui vaut de devenir également l'adjoint de Sefi en 2003.
De plus en plus affaiblis après l'exposition d'Australie de 1999 et le déménagement de la Collection depuis le palais de Buckingham à celui de Saint James au début des années 2000, Goodwyn prend sa retraite en janvier 2003.

## Titres et récompenses
- Officier de l'Ordre royal de Victoria (LVO) en 2002[11].
- Chevalier de l'ordre de Saint-Charles de Monaco[12].

- Signataire du Roll of Distinguished Philatelists[11].
- Médaille du Smithsonian pour les accomplissements philatéliques en 2002[13].

## Publications
- Royal Reform. The Postal Reform of 1837-1841, 2000[14].

### Sources
- Nicholas Courtney, The Queen's Stamps. The Authorised History of the Royal Philatelic Collection, éd. Methuen, 2004  (ISBN 0413772284)